# 些路迪盃
凯尔特国家杯（Nations Cup），也被称为凯尔特杯（Celtic Cup），是一项国家队协会足球赛。参赛国包括爱尔兰共和国，北爱尔兰，苏格兰和威尔士。这项赛事最早由北爱尔兰主教练劳里·桑切斯（Lawrie Sanchez）于2006年提议。

2010年8月12日，这项赛事被宣布由卡灵啤酒公司（Carling）赞助，并被冠名为卡灵国家杯（Carling Nations Cup）。凯尔特国家杯原定打算每兩年一度舉行，但第一屆賽事的上座率不如理想而中止賽事。 

## 赛程安排
凯尔特杯的赛制为所有球队间的单循环赛，每一届比赛共有六场比赛。其中三支球队（威尔士，苏格兰和北爱尔兰）曾和英格兰一起参加过现在已停办的英國本土四角錦標賽。这项赛事原定于2009年开赛，但被推迟到2011年，因为赛程与世界杯预选赛冲突。按照预定赛程安排，比赛将在2月和5月进行。比赛地点随着每届赛事轮换。包括四支球队的第一届赛事被安排于2011年在爱尔兰都柏林举行。威尔士足球协会认为如果英格兰能明白有“现实的办法”解决赛程冲突等问题，他们也许随后会加入。2011年初，BBC体育频道（BBC Sport）报道称英國本土四角錦標賽也许会在2013年复兴。随后有迹象暗示英格兰也许会在2013年参加一届一次性的赛事，以此庆祝英格蘭足球總會的150周年纪念。

## 外部連結
- 凯尔特国家杯官方网站 (英文)